# Lisset Hechavarría
Lisset Hechavarría Medina (28 de abril de 1984) es una luchadora cubana de lucha libre. Dos veces compitió en Campeonatos Mundiales consiguiendo la 16.ª posición en 2015. Consiguió tres medallas en los Juegos Panamericanos, de oro en 2011. Ganó siete medallas en Campeonato Panamericano, subiendo al escalón más alto del podio en 2013 y 2014. Logró dos medallas de oro en Juegos Centroamericanos y del Caribe de 2006 y 2014.